# Prima battaglia di Casteldelfino
La Prima battaglia di Casteldelfino fu uno scontro avvenuto durante la campagna d'Italia della guerra di successione austriaca.
Un'offensiva spagnola per penetrare in Piemonte venne fermata dopo tre giorni di combattimenti in Val Varaita, nei pressi del paese di Casteldelfino (7-10 ottobre 1743).

## Antefatti
Nel 1742 la guerra tra la Spagna e il regno di Sardegna si era estesa anche alle Alpi. L'infante Don Filippo partito con un esercito da Madrid era entrato in Savoia a l'aveva occupata tutta. Carlo Emanuele impegnato intanto nella pianura padana contro l'esercito spagnolo del conte Gages era accorso in Piemonte per difendere i suoi stati da Don Filippo. Tra fasi alterne la Savoia restò alla fine in mano spagnole.
L'esercito di don Filippo tentò di penetrare in Piemonte attraverso la val Varaita. Carlo Emanuele III, venuto dall’Emilia, prese posizione a Castel Delfino.Gli spagnoli vistosi chiusi la via, attaccarono così le trincee presso bellino ma vennero respinti.